# 2007년 FIFA 여자 월드컵 예선
이 문서는 2007년 FIFA 여자 월드컵의 지역 예선에 관한 문서이다.

## 예선 그룹

### 남미 축구 연맹(CONMEBOL)
- 아르헨티나(우승 팀),  브라질(준우승 팀) 본선 진출.

### 북중미카리브 축구 연맹(CONCACAF)
- 미국(우승 팀),  캐나다(준우승 팀) 본선 직행.
- 멕시코(3위 팀)는 아시아 지역(AFC) 팀과의 대륙간 플레이오프에 진출.

### 아시아 축구 연맹(AFC)
- 중화인민공화국은 개최국 자격으로 자동으로 본선 진출.
- 오스트레일리아(준우승 팀),  조선민주주의인민공화국(3위 팀) 본선 진출.
- 일본(4위 팀)은 북중미카리브 지역(CONCACAF) 팀과의 대륙간 플레이오프에 진출.

### 아프리카 축구 연맹(CAF)
- 나이지리아(우승 팀),  가나(준우승 팀) 본선 진출.

### 오세아니아 축구 연맹(OFC)
- 뉴질랜드(우승 팀) 본선 진출.

### 유럽 축구 연맹(UEFA)
- 노르웨이(1조 1위 팀),  스웨덴(2조 1위 팀),  덴마크(3조 1위 팀),  독일(4조 1위 팀),  잉글랜드(5조 1위) 본선 진출.

## AFC-CONCACAF 대륙간 플레이오프
대륙간 플레이오프는 북중미카리브 지역 3위 팀과 아시아 지역 4위 팀이 맞붙게 된다.
| 팀 1 | 합계  | 팀 2   | 1차전 | 2차전 |
| ---- | ----- | ------ | ----- | ----- |
| 일본 | 3 - 2 | 멕시코 | 2 - 0 | 1 - 2 |

| 일본 | 2 – 0 | 멕시코 |
| ---- | ----- | ------ |
|      |       |        |

| 멕시코 | 2 – 1 | 일본 |
| ------ | ----- | ---- |
|        |       |      |

 일본이 합계 3 – 2로 본선 진출.

## 본선 진출국
| 팀                     | 본선 진출 경로                               | 본선 진출 횟수 | 연속 진출 횟수 | 마지막 진출 | 역대 최고 성적               |
| ---------------------- | -------------------------------------------- | -------------- | -------------- | ----------- | ---------------------------- |
| 가나                   | 2006년 아프리카 여자 축구 선수권 대회 준우승 | 3회            | 3회            | 2003        | 조별 리그 (1999, 2003)       |
| 나이지리아             | 2006년 아프리카 여자 축구 선수권 대회 우승   | 5회            | 5회            | 2003        | 8강 (1999)                   |
| 노르웨이               | 유럽 지역 예선 1조 1위                       | 5회            | 5회            | 2003        | 우승 (1995)                  |
| 뉴질랜드               | 2007년 OFC 여자 축구 선수권 대회 우승        | 2회            | 1회            | 1991        | 조별 리그 (1991)             |
| 덴마크                 | 유럽 지역 예선 3조 1위                       | 4회            | 1회            | 1999        | 8강 (1991, 1995)             |
| 독일                   | 유럽 지역 예선 4조 1위                       | 5회            | 5회            | 2003        | 우승 (2003)                  |
| 미국                   | 2006년 CONCACAF 여자 골드컵 우승             | 5회            | 5회            | 2003        | 우승 (1991, 1999)            |
| 브라질                 | 2006년 남미 여자 축구 선수권 대회 준우승     | 5회            | 5회            | 2003        | 3위 (1999)                   |
| 스웨덴                 | 유럽 지역 예선 2조 1위                       | 5회            | 5회            | 2003        | 준우승 (2003)                |
| 아르헨티나             | 2006년 남미 여자 축구 선수권 대회 우승       | 2회            | 2회            | 2003        | 조별 리그 (2003)             |
| 오스트레일리아         | 2006년 AFC 여자 아시안컵 준우승              | 4회            | 4회            | 2003        | 조별 리그 (1995, 1999, 2003) |
| 일본                   | AFC-CONCACAF 대륙간 플레이오프 승자          | 5회            | 5회            | 2003        | 8강 (1995)                   |
| 잉글랜드               | 유럽 지역 예선 5조 1위                       | 2회            | 1회            | 1995        | 8강 (1995)                   |
| 조선민주주의인민공화국 | 2006년 AFC 여자 아시안컵 3위                 | 3회            | 3회            | 2003        | 조별 리그 (1999, 2003)       |
| 중화인민공화국         | 개최국                                       | 5회            | 5회            | 2003        | 준우승 (1999)                |
| 캐나다                 | 2006년 CONCACAF 여자 골드컵 준우승           | 4회            | 4회            | 2003        | 4위 (2003)                   |